# Himmerlands Teater
Himmerlands Teater startede i 2003 som professionelt egnsteater med base på havnen i Hobro.
Teatret blev i starten støttet af Hobro Kommune og Nordjyllands Amt. Senere overgik driften til Mariagerfjord Kommune.
Teatret producerer årligt 3 egne forestillinger, samt et antal gæstespil.
Teaterleder: Susanne Sangill
Formand: Jens Maarup Lykke